# Adolph von Planta
Adolf von Planta (Reichenau, Suíça, 13 de maio de 1820 – Zurique 25 de fevereiro de 1895) foi um químico suíço.

## Biografia
Filho de Ulrich von Planta (1791–1875), frequentou a escola em St. Gallen, Ftan, Turíngia e Zurique. Estudou em Berlim, Heidelberg e com Justus von Liebig em Gießen. Em 1845 obteve um doutorado em Heidelberg com uma tese sobre alcaloides.
Mais tarde estudou química agrícola e apicultura em Edimburgo, Utrecht e Stuttgart. Tinha um laboratório particular no Schloss Reichenau, a sede de sua família. Justus von Liebig lhe enviou August Kekulé como assistente em 1852/1953. Com ele analisou alcaloides como a nicotina. Ele tinha outro laboratório no Instituto Federal de Tecnologia de Zurique (ETH Zürich). Em seu laboratório analisou amostras de água e solo e realizou experimentos em agricultura (especialmente abelhas) e plantas. Publicou, dentre outros assuntos, sobre a composição de mel e geleia real e fontes minerais em Grisões (Graubünden).
Seu laboratório no Schloss Reichenau está preservado em seu estado original. Planta foi membro honorário da Associação Britânica de Apicultores.
Em 1851 casou com Ursina Maria von Muralt. Participou do Congresso de Karlsruhe de 1860.